# Paraphaenocladius dewulfi
Paraphaenocladius dewulfi är en tvåvingeart som först beskrevs av Maurice Emile Marie Goetghebuer 1936.  Paraphaenocladius dewulfi ingår i släktet Paraphaenocladius och familjen fjädermyggor. Inga underarter finns listade i Catalogue of Life.